# 橘未来
橘 未来（たちばな みき、1986年11月27日 - ）は、東京都出身の元グラビアアイドル。2007年末、芸能界を引退した。その後、可愛未来として活動を再開。現在は、愛称である【みきにゃん】と改名しInstagramにてインスタグラマーとして活動している。

## 出演

### テレビドラマ
- 青と白で水色（2001年12月1日、日本テレビ）
- 負け組キックオフ（2002年10月4日、テレビ朝日）
- OL銭道（2003年、テレビ朝日）第5話ゲスト
- アキハバラ@DEEP（2006年、TBS）
- 歓迎!ダンジキ御一行様（日本テレビ）高校生生徒役
- こちら本池上署（TBS）

### テレビバラエティ
- アキハバラ!女と男の最新事情（TBS）
- ビューティーコロシアム（フジテレビ）再現VTR主人公の友達役
- 志村けんのバカ殿様（フジテレビ）
- スタ☆メン（フジテレビ・関西テレビ）
- テスト・ザ・ネイション2007 人間関係力テスト（テレビ朝日）
- 銭形金太郎（テレビ朝日）
- 全力坂（2006年、テレビ朝日）
- やるヌキッ!（テレビ東京）
- アニメ530（テレビ東京）
- 元祖!でぶや（テレビ東京）
- 出没!アド街ック天国 阿佐ヶ谷編（テレビ東京）
- アイドル水着始め大会（スカパー!/エンタ!371）
- アイドル独断と偏見情報局（スカパー!/エンタ!371）
- アイドルマガジン マガドルTV（テレ玉）

### CM
- ステーキのどん

### 映画
- 1980（2003年、東京テアトル）
- スプリング☆デイズ（2007年）サヤカ役

## ビデオ・DVD
- ミキニャンの大冒険（2005年、アルゴノーツ）
- 野水伊織 青空音色箱 〜おてんばアリスの冒険記〜（2006年、コアメディア）友情出演